# Kim Han-jin
Kim Han-jin (ur. 1995 r. w Seulu) – południowokoreański aerobik, dwukrotny mistrz świata i Azji, złoty medalista World Games.
Przygodę ze sportem zaczął, będąc w piątym roku szkoły podstawowej. Na pierwszych mistrzostwach świata w 2014 roku w Cancún zdobył brązowy medal w zawodach trójek. Tuż za podium uplasował się w rywalizacji grupowej. Wraz z reprezentacją został sklasyfikowany na czwartej pozycji. Dwa lata później w Inczon zdobył tytuł mistrza świata w trójkach. Na szóstej pozycji ukończył zawody indywidualne, a na ósmym – grupowe. W 2018 podczas mistrzostw świata w Guimarães został mistrzem świata w tańcu. W indywidualnym występie zajął czwartą, a w trójkach – siódmą pozycję.
Wystąpił na World Games 2017 we Wrocławiu. Wygrał rywalizację w tańcu, natomiast w trójkach nie wystąpił w finale.
Jest studentem Sejong University w kierunku wychowania fizycznego.